# Barni
Barni település Olaszországban, Lombardia régióban, Como megyében. Lakosainak száma 576 fő (2023. január 1.). Barni Magreglio, Oliveto Lario, Lasnigo és Sormano községekkel határos.

## Népesség
A település népességének változása:
| Lakosok száma | 577  | 582  | 576  |
|               | 2017 | 2018 | 2023 |